# Joachim Eigenherr
Joachim „Jochen“ Eigenherr (* 18. Februar 1947 in Bevensen) ist ein ehemaliger deutscher Leichtathlet und Olympiateilnehmer.
Eigenherr trat von 1966 bis 1970 in zehn Länderkämpfen für die Bundesrepublik Deutschland an. Er begann seine Karriere bei der TG Höchst und wechselte 1968 zu Bayer 04 Leverkusen. Nachdem er bei den Hallenmeisterschaften der BRD 1966 im Weitsprung den dritten Platz hinter Armin Baumert und Hermann Latzel belegt hatte, trat er auch bei den Europäischen Hallenspielen 1966 in Dortmund an. Hinter dem sowjetischen Springer Igor Ter-Owanesjan und Armin Baumert belegte Eigenherr mit 7,63 m den dritten Platz. In der Freiluftsaison 1966 gewann Eigenherr bei den Europäischen Juniorenspielen in Odessa drei Medaillen: Er siegte in 21,9 s im 200-Meter-Lauf und erhielt Silber im 100-Meter-Lauf und mit der 4-mal-100-Meter-Staffel. 
1967 belegte Eigenherr bei den BRD-Meisterschaften den dritten Platz über 200 Meter, 1968 war er Zweiter hinter Martin Jellinghaus. Bei den Olympischen Spielen 1968 in Mexiko-Stadt lief er im Halbfinale in 20,4 s Europarekord, 20,49 s nach elektronischer Zeitmessung, und qualifizierte sich damit überraschend für das Finale, in dem er in 20,6 s den achten Platz belegte. Auch mit der Sprintstaffel erreichte er das Olympiafinale; in der Besetzung Karl-Peter Schmidtke, Gerhard Wucherer, Gert Metz und Eigenherr belegte die Staffel in 38,6 s den sechsten Platz. 1969 und 1970 gewann Eigenherr bei den BRD-Meisterschaften im 200-Meter-Lauf, mit der Leverkusener Sprintstaffel erreichte er 1970 einen weiteren Meistertitel.
Eigenherr hatte bei einer Körpergröße von 1,83 m ein Wettkampfgewicht von 74 kg. Seit den Olympischen Spielen 1968 war er mit der Fünfkämpferin Manon Bornholdt liiert, die er später heiratete, beider Tochter Cornelia nahm 1994 im Dreisprung an den Juniorenweltmeisterschaften teil. Eigenherr ist promovierter Zahnarzt.